# Distrikt Chimban
Der Distrikt Chimban, alternative Schreibweise: Distrikt Chimbán, liegt in der Provinz Chota in der Region Cajamarca in Nordwest-Peru. Der Distrikt wurde am 21. Oktober 1942 gegründet. Er hat eine Fläche von 145 km². Beim Zensus 2017 wurden 2379 Einwohner gezählt. Im Jahr 1993 lag die Einwohnerzahl bei 3111, im Jahr 2007 bei 3380. Sitz der Distriktverwaltung ist die 1660 m hoch gelegene Ortschaft Chimban mit 574 Einwohnern (Stand 2017). Chimban liegt 40 km nordöstlich der Provinzhauptstadt Chota.

## Geographische Lage
Der Distrikt Chimban liegt in der peruanischen Westkordillere im Nordosten der Provinz Chota. Die Flüsse Río Llaucano und Río Silaco fließen entlang der westlichen Distriktgrenze nach Norden, der Río Marañón entlang der östlichen Distriktgrenze nach Norden.
Der Distrikt Chimban grenzt im Westen an die Distrikte Tacabamba, Anguía und San Luis de Lucma (Provinz Cutervo), im Norden an den Distrikt Pión, im Osten an die Distrikte Camporredondo und Providencia (beide in der Provinz Luya, Region Amazonas) sowie im Süden an den Distrikt Choropampa.